# Grand Prix (album)
Pour les articles homonymes, voir Grand Prix.
Albums de Benjamin Biolay
Volver
(2017) Saint-Clair
(2022)
Singles
1. Comment est ta peine?
Sortie : 24 avril 2020
2. Comme une voiture volée[1]
Sortie : novembre 2020
3. Parc fermé[2]
Sortie : mars 2021

Grand Prix est le neuvième album de Benjamin Biolay, sorti le 26 juin 2020 chez Polydor.

## Historique
Le titre de l'album fait référence à une passion du chanteur : la course automobile « C'est un album concept. La course, le voyage, la route, la vie, la victoire, la défaite.... Ce sont les fils conducteurs. En tournée, on passe notre temps sur les routes. C'est un peu comme un pilote qui fait des tours en rond. On a toujours l'impression de faire ce grand voyage pour se retrouver au même endroit, l'après-midi, quand la salle est vide. Et puis la magie redémarre le soir. Cela fait partie des choses qui ont inspiré cet album ». L'album a été enregistré dans deux studios, français et belge, avec entre autres Pierre Jaconelli, Johan Dalgaard et Philippe Entressangle.
L'album, no 1 des ventes à sa sortie, est disque de platine (150 000 exemplaires vendus),,,.
Le single Comment est ta peine ? est single d'or avec plus de 20 millions de streamings.

## Liste des titres
| No  | Titre                        | Durée |
| --- | ---------------------------- | ----- |
| 1.  | Comment est ta peine ?       |       |
| 2.  | Visage pâle                  |       |
| 3.  | Idéogrammes                  |       |
| 4.  | Comme une voiture volée      |       |
| 5.  | Vendredi 12                  |       |
| 6.  | Grand Prix                   |       |
| 7.  | Papillon noir                |       |
| 8.  | Ma route                     |       |
| 9.  | Virtual Safety Car           |       |
| 10. | Où est passée la tendresse ? |       |
| 11. | La roue tourne               |       |
| 12. | Souviens-toi l'été dernier   |       |
| 13. | Interlagos (Saudade)         |       |

## Réédition
Sortie le 11 décembre 2020, elle comporte 5 titres inédits.
| No | Titre                                                 | Durée |
| -- | ----------------------------------------------------- | ----- |
| 1. | Rue Saint-Louis en l’Ile en duo avec Juliette Armanet |       |
| 2. | L’Amour, le tennis                                    |       |
| 3. | Tous les cris, les SOS                                |       |
| 4. | Parc fermé en duo avec Adé                            |       |
| 5. | Je reviendrai                                         |       |

## Personnel
- Benjamin Biolay : chant, claviers, piano, programmation, basse, arrangements
- Pierre Jaconelli : guitare, basse, programmation
- Johan Dalgaard : claviers, programmation
- Philippe Entressangle : batterie

## Distinctions

### Récompenses
- Victoires de la musique 2021 :
  - Artiste masculin
  - Album

### Nomination
- Chanson originale pour Comment est ta peine ?